# Florian Eiben
Florian Eiben (* 27. Juli 1982 in Oldenburg (Oldb)) ist ein deutscher Politiker (SPD). Er ist seit 2021 hauptamtlicher Bürgermeister der ostfriesischen Stadt im Range einer Selbständigen Gemeinde Norden.

## Leben
Florian Eiben wuchs im Oldenburger Stadtteil Kreyenbrück auf. Er hat einen Abschluss als Verwaltungs- und Sozialwirt von der Leuphana Universität Lüneburg.
Seinen Zivildienst machte Eiben von 2004 bis 2005 im Zentrum zur medizinischen und beruflichen Rehabilitation psychisch Kranker und Behinderter (ZmbR) in Oldenburg, danach war er für ein Jahr Mitarbeiter des SPD-Landtagsabgeordneten Wolfgang Wulf. Er arbeitete seit 2006 bei der Arbeiterwohlfahrt, zuletzt als Geschäftsführer des AWO-Kreisverbandes Norden und Geschäftsführer der AWO Sozialstation.

## Politischer Werdegang
In der SPD war Eiben zuerst bei den Jusos, von 2004 bis 2006 auch stellvertretender Juso-Landesvorsitzender. Mitglied des Stadtrats von Oldenburg war er von 2006 bis 2011 und im Stadtrat von Norden seit 2016. Seit 2017 war er Vorsitzender des SPD-Stadtverbandes Norden.
Bei der Norder Bürgermeisterwahl am 13. September 2021 erhielt er bei der ersten Wahl 40,66 Prozent der gültigen Stimmen. Die Stichwahl am 27. September 2021 gewann er mit 75,09 Prozent der gültigen Stimmen gegen den amtierenden Bürgermeister Heiko Schmelzle von der CDU. Seit dem 1. November 2021 ist Eiben hauptamtlicher Bürgermeister der Stadt Norden.